# Cnaeus Cornelius Lentulus (consul en -146)
Pour les articles homonymes, voir Cnaeus Cornelius Lentulus.
Cnaeus Cornelius Lentulus était un homme politique de la République romaine. Père de Cnaeus Cornelius Lentulus, consul en 97 av. J.-C. Il fait partie de la branche des Lentulus de la famille des Cornelii.
Il commence sa carrière en 161 av. J.-C., en tant que préfet de Rome. En 146 av. J.-C., il est consul.